# Кузык, Роман Викторович
Рома́н Ви́кторович Ку́зык (укр. Роман Вікторович Кузик; 3 августа 2005, Киев) — украинский футболист, полузащитник ковалёвского «Колоса».
Брат, Денис Кузык, также профессиональный футболист.

## Биография
Родился в Киеве. В ДЮФЛУ с 2019 по 2022 год выступал за «Колос». Начиная с сезона 2022/23 выступал за «Колос» в юношеском чемпионате Украины. В Премьер-лиге Украины дебютировал 2 марта 2025 года в проигранном (1:2) выездном поединке 19-го тура против ровенского «Вереса». Роман вышел на поле на 90+4-й минуте вместо Ники Гагнидзе.